# 仙后座32
仙后座32，又名BD+64 127，HD 6972、SAO 11617、HR 345，是仙后座的一颗恒星，视星等为5.57，位于銀經125.07，銀緯2.23，其B1900.0坐标为赤經1h 5m 10.3s，赤緯+64° 2.23′ 14″。